# Alphinellus
Alphinellus es un género de escarabajos longicornios de la tribu Acanthocinini.

## Especies
- Alphinellus carinipennis Bates, 1885
- Alphinellus gibbicollis Bates, 1881
- Alphinellus minimus Bates, 1881
- Alphinellus subcornutus Bates, 1881